# Islamic Educational, Scientific and Cultural Organization
Islamic Educational, Scientific and Cultural Organization (ISESCO) er en søsterorganisation til Organization of the Islamic Conference. ISESCO er en af de største internationale islamiske organisationer, og de specialiserer sig i områderne uddannelse, videnskab og kultur. Deres formål er at forstærke og organisationen opfordrer til samarbejde mellem medlemslandene. ISESCO har 51 medlemslande.